# You Mean the World to Me (Toni Braxton)
You Mean the World to Me è un singolo discografico della cantante statunitense Toni Braxton, pubblicato nel 1994.

## Il brano
Il brano è stato scritto e prodotto da Antonio "L.A." Reid, Babyface e Daryl Simmons.
Esso è stato estratto dal primo album in studio di Toni Braxton, l'eponimo Toni Braxton.

## Tracce
- CD (USA)

1. You Mean the World to Me (Radio Edit) – 4:00
2. You Mean the World to Me (Album Version) – 4:54

- CD (UK)

1. You Mean the World to Me (Radio Edit) – 4:00
2. You Mean the World to Me (Extended Mix) – 5:32
3. Seven Whole Days (Ghetto Vibe) – 6:32
4. Seven Whole Days (Live) – 6:15

## Video
Il videoclip della canzone è stato diretto da Lionel C. Martin.

## Classifiche
| Classifica (1994) | Posizione massima |
| ----------------- | ----------------- |
| Regno Unito       | 30                |
| Stati Uniti       | 7                 |